# Herald Sun Tour 2018
La 65.ª edición del Herald Sun Tour, fue una carrera de ciclismo en ruta por etapas que se celebró entre el 31 de enero y el 4 de febrero de 2018 en Australia con inicio en la ciudad de Melbourne y final en la ciudad de Kinglake sobre un recorrido de 731,9 km.
La carrera hizo parte del UCI Oceania Tour 2018, dentro de la categoría UCI 2.1
La carrera fue ganada por el corredor colombiano Esteban Chaves del equipo Mitchelton-Scott, en segundo lugar Cameron Meyer (Mitchelton-Scott) y en tercer lugar Damien Howson (Mitchelton-Scott).

## Equipos participantes
Tomaron parte en la carrera 15 equipos: 2 de categoría UCI WorldTeam; 3 de categoría Profesional Continental; 9 de categoría Continental y la selecci[on nacional de Australia. Formando así un pelotón de 101 ciclistas de los que acabaron 76. Los equipos participantes fueron:
| WorldTeams (2)- Mitchelton-Scott - Trek-Segafredo Equipos continentales profesionales (3)- Aqua Blue Sport - Israel Cycling Academy - Roompot-Nederlandse Loterij Equipos continentales (9)- Australian Cycling Academy-Ride Sunshine Coast - Bennelong-SwissWellness-Cervélo - Brisbane Continental - Drapac-Pat's Veg Holistic Development - Interpro Stradalli - JLT Condor - McDonalds Down Under - Mobius-BridgeLane - Oliver's Real Food Equipo nacional- Australia |
| |

## Recorrido
El Herald Sun Tour dispuso de cinco etapas para un recorrido total de 731,9 kilómetros, donde se contempla un prólogo en el primer día, y cuatro etapas de ruta en los siguientes días. La etapa cuatro marca el final de la carrera con un circuito urbano por los alrededores del centro de Kinglake.
| Etapa     | Fecha     | Recorrido                | type                   | Distancia (km) | Ganador           | Líder             |
| --------- | --------- | ------------------------ | ---------------------- | -------------- | ----------------- | ----------------- |
| Prólogo   | 31 de ene | Melbourne – Melbourne    | prólogo                | 1,6            | Edward Clancy     | Edward Clancy     |
| 1.ª etapa | 1 de feb  | Colac – Warrnambool      | etapa llana            | 161,6          | Lasse Norman Leth | Lasse Norman Leth |
| 2.ª etapa | 2 de feb  | Warrnambool – Ballarat   | etapa escarpada        | 198,6          | Mads Pedersen     | Lasse Norman Leth |
| 3.ª etapa | 3 de feb  | Nagambie – Lake Mountain | etapa de media montaña | 218            | Esteban Chaves    | Esteban Chaves    |
| 4.ª etapa | 4 de feb  | Kinglake – Kinglake      | etapa escarpada        | 152,1          | Sam Crome         | Esteban Chaves    |

## Desarrollo de la carrera

### Prólogo
| Melbourne - Melbourne | prólogo | (1,6 km) |

| \| Clasificación de la etapa \| Clasificación de la etapa \| Clasificación de la etapa \| Clasificación de la etapa \| Clasificación de la etapa \| \| Ciclista \| Ciclista \| Equipo \| Tiempo \| \| \| ------------------------- \| ------------------------- \| ------------------------------- \| ------------------------- \| ------------------------- \| \| 1.º \| Edward Clancy \| JLT Condor \| 1 min 54 s \| \| \| 2.º \| Mads Pedersen \| Trek-Segafredo \| + 1 s \| \| \| 3.º \| Lasse Norman Leth \| Aqua Blue Sport \| + 1 s \| \| \| 4.º \| Alex Frame \| Trek-Segafredo \| + 1 s \| \| \| 5.º \| Anthony Giacoppo \| Bennelong-SwissWellness-Cervélo \| + 2 s \| \| \| 6.º \| Alexander Edmondson \| Mitchelton-Scott \| + 2 s \| \| \| 7.º \| Ian Bibby \| JLT Condor \| + 4 s \| \| \| 8.º \| Michael Hepburn \| Mitchelton-Scott \| + 4 s \| \| \| 9.º \| Graham Briggs \| JLT Condor \| + 4 s \| \| \| 10.º \| Matthew Gibson \| JLT Condor \| + 4 s \| \| |                     |                                 |            |
| |                     |                                 |            |
| Fuente: ProCyclingStats |                     |                                 |            |
| Clasificación de la etapa |                     |                                 |            |
| Ciclista | Ciclista            | Equipo                          | Tiempo     |
| 1.º | Edward Clancy       | JLT Condor                      | 1 min 54 s |
| 2.º | Mads Pedersen       | Trek-Segafredo                  | + 1 s      |
| 3.º | Lasse Norman Leth   | Aqua Blue Sport                 | + 1 s      |
| 4.º | Alex Frame          | Trek-Segafredo                  | + 1 s      |
| 5.º | Anthony Giacoppo    | Bennelong-SwissWellness-Cervélo | + 2 s      |
| 6.º | Alexander Edmondson | Mitchelton-Scott                | + 2 s      |
| 7.º | Ian Bibby           | JLT Condor                      | + 4 s      |
| 8.º | Michael Hepburn     | Mitchelton-Scott                | + 4 s      |
| 9.º | Graham Briggs       | JLT Condor                      | + 4 s      |
| 10.º | Matthew Gibson      | JLT Condor                      | + 4 s      |

| \| Clasificación general \| Clasificación general \| Clasificación general \| Clasificación general \| Clasificación general \| \| Ciclista \| Ciclista \| Equipo \| Tiempo \| \| \| --------------------- \| --------------------- \| ------------------------------- \| --------------------- \| --------------------- \| \| 1.º \| Edward Clancy \| JLT Condor \| 1 min 54 s \| \| \| 2.º \| Mads Pedersen \| Trek-Segafredo \| + 1 s \| \| \| 3.º \| Lasse Norman Leth \| Aqua Blue Sport \| + 1 s \| \| \| 4.º \| Alex Frame \| Trek-Segafredo \| + 1 s \| \| \| 5.º \| Anthony Giacoppo \| Bennelong-SwissWellness-Cervélo \| + 2 s \| \| \| 6.º \| Alexander Edmondson \| Mitchelton-Scott \| + 2 s \| \| \| 7.º \| Ian Bibby \| JLT Condor \| + 4 s \| \| \| 8.º \| Michael Hepburn \| Mitchelton-Scott \| + 4 s \| \| \| 9.º \| Graham Briggs \| JLT Condor \| + 4 s \| \| \| 10.º \| Matthew Gibson \| JLT Condor \| + 4 s \| \| |                     |                                 |            |
| |                     |                                 |            |
| Fuente: ProCyclingStats |                     |                                 |            |
| Clasificación general |                     |                                 |            |
| Ciclista | Ciclista            | Equipo                          | Tiempo     |
| 1.º | Edward Clancy       | JLT Condor                      | 1 min 54 s |
| 2.º | Mads Pedersen       | Trek-Segafredo                  | + 1 s      |
| 3.º | Lasse Norman Leth   | Aqua Blue Sport                 | + 1 s      |
| 4.º | Alex Frame          | Trek-Segafredo                  | + 1 s      |
| 5.º | Anthony Giacoppo    | Bennelong-SwissWellness-Cervélo | + 2 s      |
| 6.º | Alexander Edmondson | Mitchelton-Scott                | + 2 s      |
| 7.º | Ian Bibby           | JLT Condor                      | + 4 s      |
| 8.º | Michael Hepburn     | Mitchelton-Scott                | + 4 s      |
| 9.º | Graham Briggs       | JLT Condor                      | + 4 s      |
| 10.º | Matthew Gibson      | JLT Condor                      | + 4 s      |

### 1.ª etapa
| Colac - Warrnambool | etapa llana | (161,6 km) |

| \| Clasificación de la etapa \| Clasificación de la etapa \| Clasificación de la etapa \| Clasificación de la etapa \| Clasificación de la etapa \| \| Ciclista \| Ciclista \| Equipo \| Tiempo \| \| \| ------------------------- \| ------------------------- \| ------------------------------- \| ------------------------- \| ------------------------- \| \| 1.º \| Lasse Norman Leth \| Aqua Blue Sport \| 3 h 36 min 57 s \| \| \| 2.º \| Steele Von Hoff \| Bennelong-SwissWellness-Cervélo \| + 0 s \| \| \| 3.º \| Cameron Meyer \| Mitchelton-Scott \| + 0 s \| \| \| 4.º \| Koen De Kort \| Trek-Segafredo \| + 0 s \| \| \| 5.º \| Thomas Stewart \| JLT Condor \| + 0 s \| \| \| 6.º \| Jeroen Meijers \| Roompot-Nederlandse Loterij \| + 0 s \| \| \| 7.º \| Damien Howson \| Mitchelton-Scott \| + 0 s \| \| \| 8.º \| Cameron Bayly \| Bennelong-SwissWellness-Cervélo \| + 0 s \| \| \| 9.º \| Ruben Guerreiro \| Trek-Segafredo \| + 3 s \| \| \| 10.º \| Mads Pedersen \| Trek-Segafredo \| + 23 s \| \| |                   |                                 |                 |
| |                   |                                 |                 |
| Fuente: ProCyclingStats |                   |                                 |                 |
| Clasificación de la etapa |                   |                                 |                 |
| Ciclista | Ciclista          | Equipo                          | Tiempo          |
| 1.º | Lasse Norman Leth | Aqua Blue Sport                 | 3 h 36 min 57 s |
| 2.º | Steele Von Hoff   | Bennelong-SwissWellness-Cervélo | + 0 s           |
| 3.º | Cameron Meyer     | Mitchelton-Scott                | + 0 s           |
| 4.º | Koen De Kort      | Trek-Segafredo                  | + 0 s           |
| 5.º | Thomas Stewart    | JLT Condor                      | + 0 s           |
| 6.º | Jeroen Meijers    | Roompot-Nederlandse Loterij     | + 0 s           |
| 7.º | Damien Howson     | Mitchelton-Scott                | + 0 s           |
| 8.º | Cameron Bayly     | Bennelong-SwissWellness-Cervélo | + 0 s           |
| 9.º | Ruben Guerreiro   | Trek-Segafredo                  | + 3 s           |
| 10.º | Mads Pedersen     | Trek-Segafredo                  | + 23 s          |

| \| Clasificación general \| Clasificación general \| Clasificación general \| Clasificación general \| Clasificación general \| \| Ciclista \| Ciclista \| Equipo \| Tiempo \| \| \| --------------------- \| --------------------- \| ------------------------------- \| --------------------- \| --------------------- \| \| 1.º \| Lasse Norman Leth \| Aqua Blue Sport \| 3 h 38 min 42 s \| \| \| 2.º \| Cameron Meyer \| Mitchelton-Scott \| + 9 s \| \| \| 3.º \| Steele Von Hoff \| Bennelong-SwissWellness-Cervélo \| + 10 s \| \| \| 4.º \| Cameron Bayly \| Bennelong-SwissWellness-Cervélo \| + 14 s \| \| \| 5.º \| Thomas Stewart \| JLT Condor \| + 15 s \| \| \| 6.º \| Damien Howson \| Mitchelton-Scott \| + 16 s \| \| \| 7.º \| Koen De Kort \| Trek-Segafredo \| + 16 s \| \| \| 8.º \| Jeroen Meijers \| Roompot-Nederlandse Loterij \| + 18 s \| \| \| 9.º \| Ruben Guerreiro \| Trek-Segafredo \| + 22 s \| \| \| 10.º \| Mads Pedersen \| Trek-Segafredo \| + 33 s \| \| |                   |                                 |                 |
| |                   |                                 |                 |
| Fuente: ProCyclingStats |                   |                                 |                 |
| Clasificación general |                   |                                 |                 |
| Ciclista | Ciclista          | Equipo                          | Tiempo          |
| 1.º | Lasse Norman Leth | Aqua Blue Sport                 | 3 h 38 min 42 s |
| 2.º | Cameron Meyer     | Mitchelton-Scott                | + 9 s           |
| 3.º | Steele Von Hoff   | Bennelong-SwissWellness-Cervélo | + 10 s          |
| 4.º | Cameron Bayly     | Bennelong-SwissWellness-Cervélo | + 14 s          |
| 5.º | Thomas Stewart    | JLT Condor                      | + 15 s          |
| 6.º | Damien Howson     | Mitchelton-Scott                | + 16 s          |
| 7.º | Koen De Kort      | Trek-Segafredo                  | + 16 s          |
| 8.º | Jeroen Meijers    | Roompot-Nederlandse Loterij     | + 18 s          |
| 9.º | Ruben Guerreiro   | Trek-Segafredo                  | + 22 s          |
| 10.º | Mads Pedersen     | Trek-Segafredo                  | + 33 s          |

### 2.ª etapa
| Warrnambool - Ballarat | etapa escarpada | (198,6 km) |

| \| Clasificación de la etapa \| Clasificación de la etapa \| Clasificación de la etapa \| Clasificación de la etapa \| Clasificación de la etapa \| \| Ciclista \| Ciclista \| Equipo \| Tiempo \| \| \| ------------------------- \| ------------------------- \| --------------------------------- \| ------------------------- \| ------------------------- \| \| 1.º \| Mads Pedersen \| Trek-Segafredo \| 5 h 23 min 12 s \| \| \| 2.º \| Steele Von Hoff \| Bennelong-SwissWellness-Cervélo \| + 0 s \| \| \| 3.º \| Alexander Edmondson \| Mitchelton-Scott \| + 0 s \| \| \| 4.º \| Thomas Stewart \| JLT Condor \| + 0 s \| \| \| 5.º \| Cyrus Monk \| EF Education First-Drapac \| + 0 s \| \| \| 6.º \| Zakkari Dempster \| Israel Cycling Academy \| + 0 s \| \| \| 7.º \| Ryan Thomas \| Brisbane Continental Cycling Team \| + 0 s \| \| \| 8.º \| Tim Ariesen \| Roompot-Nederlandse Loterij \| + 0 s \| \| \| 9.º \| Ryan Christensen \| Oliver's Real Food Racing \| + 0 s \| \| \| 10.º \| August Jensen \| Israel Cycling Academy \| + 0 s \| \| |                     |                                   |                 |
| |                     |                                   |                 |
| Fuente: ProCyclingStats |                     |                                   |                 |
| Clasificación de la etapa |                     |                                   |                 |
| Ciclista | Ciclista            | Equipo                            | Tiempo          |
| 1.º | Mads Pedersen       | Trek-Segafredo                    | 5 h 23 min 12 s |
| 2.º | Steele Von Hoff     | Bennelong-SwissWellness-Cervélo   | + 0 s           |
| 3.º | Alexander Edmondson | Mitchelton-Scott                  | + 0 s           |
| 4.º | Thomas Stewart      | JLT Condor                        | + 0 s           |
| 5.º | Cyrus Monk          | EF Education First-Drapac         | + 0 s           |
| 6.º | Zakkari Dempster    | Israel Cycling Academy            | + 0 s           |
| 7.º | Ryan Thomas         | Brisbane Continental Cycling Team | + 0 s           |
| 8.º | Tim Ariesen         | Roompot-Nederlandse Loterij       | + 0 s           |
| 9.º | Ryan Christensen    | Oliver's Real Food Racing         | + 0 s           |
| 10.º | August Jensen       | Israel Cycling Academy            | + 0 s           |

| \| Clasificación general \| Clasificación general \| Clasificación general \| Clasificación general \| Clasificación general \| \| Ciclista \| Ciclista \| Equipo \| Tiempo \| \| \| --------------------- \| --------------------- \| ------------------------------- \| --------------------- \| --------------------- \| \| 1.º \| Lasse Norman Leth \| Aqua Blue Sport \| 9 h 01 min 54 s \| \| \| 2.º \| Steele Von Hoff \| Bennelong-SwissWellness-Cervélo \| + 4 s \| \| \| 3.º \| Cameron Meyer \| Mitchelton-Scott \| + 9 s \| \| \| 4.º \| Cameron Bayly \| Bennelong-SwissWellness-Cervélo \| + 14 s \| \| \| 5.º \| Thomas Stewart \| JLT Condor \| + 15 s \| \| \| 6.º \| Damien Howson \| Mitchelton-Scott \| + 16 s \| \| \| 7.º \| Koen De Kort \| Trek-Segafredo \| + 16 s \| \| \| 8.º \| Jeroen Meijers \| Roompot-Nederlandse Loterij \| + 18 s \| \| \| 9.º \| Ruben Guerreiro \| Trek-Segafredo \| + 22 s \| \| \| 10.º \| Mads Pedersen \| Trek-Segafredo \| + 23 s \| \| |                   |                                 |                 |
| |                   |                                 |                 |
| Fuente: ProCyclingStats |                   |                                 |                 |
| Clasificación general |                   |                                 |                 |
| Ciclista | Ciclista          | Equipo                          | Tiempo          |
| 1.º | Lasse Norman Leth | Aqua Blue Sport                 | 9 h 01 min 54 s |
| 2.º | Steele Von Hoff   | Bennelong-SwissWellness-Cervélo | + 4 s           |
| 3.º | Cameron Meyer     | Mitchelton-Scott                | + 9 s           |
| 4.º | Cameron Bayly     | Bennelong-SwissWellness-Cervélo | + 14 s          |
| 5.º | Thomas Stewart    | JLT Condor                      | + 15 s          |
| 6.º | Damien Howson     | Mitchelton-Scott                | + 16 s          |
| 7.º | Koen De Kort      | Trek-Segafredo                  | + 16 s          |
| 8.º | Jeroen Meijers    | Roompot-Nederlandse Loterij     | + 18 s          |
| 9.º | Ruben Guerreiro   | Trek-Segafredo                  | + 22 s          |
| 10.º | Mads Pedersen     | Trek-Segafredo                  | + 23 s          |

### 3.ª etapa
| Nagambie - Lake Mountain | etapa de media montaña | (218 km) |

| \| Clasificación de la etapa \| Clasificación de la etapa \| Clasificación de la etapa \| Clasificación de la etapa \| Clasificación de la etapa \| \| Ciclista \| Ciclista \| Equipo \| Tiempo \| \| \| ------------------------- \| ------------------------- \| ---------------------------------------------- \| ------------------------- \| ------------------------- \| \| 1.º \| Esteban Chaves \| Mitchelton-Scott \| 5 h 53 min 55 s \| \| \| 2.º \| Alexander Evans \| Mobius-BridgeLane \| + 42 s \| \| \| 3.º \| Ruben Guerreiro \| Trek-Segafredo \| + 1 min 09 s \| \| \| 4.º \| Cameron Meyer \| Mitchelton-Scott \| + 1 min 09 s \| \| \| 5.º \| Damien Howson \| Mitchelton-Scott \| + 1 min 09 s \| \| \| 6.º \| Nathan Earle \| Israel Cycling Academy \| + 1 min 09 s \| \| \| 7.º \| Freddy Ovett \| Australian Cycling Academy-Ride Sunshine Coast \| + 1 min 09 s \| \| \| 8.º \| Krists Neilands \| Israel Cycling Academy \| + 1 min 09 s \| \| \| 9.º \| James Whelan \| Australia \| + 1 min 09 s \| \| \| 10.º \| Sam Crome \| Bennelong-SwissWellness-Cervélo \| + 1 min 09 s \| \| |                 |                                                |                 |
| |                 |                                                |                 |
| Fuente: ProCyclingStats |                 |                                                |                 |
| Clasificación de la etapa |                 |                                                |                 |
| Ciclista | Ciclista        | Equipo                                         | Tiempo          |
| 1.º | Esteban Chaves  | Mitchelton-Scott                               | 5 h 53 min 55 s |
| 2.º | Alexander Evans | Mobius-BridgeLane                              | + 42 s          |
| 3.º | Ruben Guerreiro | Trek-Segafredo                                 | + 1 min 09 s    |
| 4.º | Cameron Meyer   | Mitchelton-Scott                               | + 1 min 09 s    |
| 5.º | Damien Howson   | Mitchelton-Scott                               | + 1 min 09 s    |
| 6.º | Nathan Earle    | Israel Cycling Academy                         | + 1 min 09 s    |
| 7.º | Freddy Ovett    | Australian Cycling Academy-Ride Sunshine Coast | + 1 min 09 s    |
| 8.º | Krists Neilands | Israel Cycling Academy                         | + 1 min 09 s    |
| 9.º | James Whelan    | Australia                                      | + 1 min 09 s    |
| 10.º | Sam Crome       | Bennelong-SwissWellness-Cervélo                | + 1 min 09 s    |

| \| Clasificación general \| Clasificación general \| Clasificación general \| Clasificación general \| Clasificación general \| \| Ciclista \| Ciclista \| Equipo \| Tiempo \| \| \| --------------------- \| --------------------- \| ---------------------------------------------- \| --------------------- \| --------------------- \| \| 1.º \| Esteban Chaves \| Mitchelton-Scott \| 14 h 56 min 35 s \| \| \| 2.º \| Cameron Meyer \| Mitchelton-Scott \| + 32 s \| \| \| 3.º \| Damien Howson \| Mitchelton-Scott \| + 39 s \| \| \| 4.º \| Ruben Guerreiro \| Trek-Segafredo \| + 45 s \| \| \| 5.º \| Dylan Sunderland \| Bennelong-SwissWellness-Cervélo \| + 1 min 06 s \| \| \| 6.º \| Chris Harper \| Bennelong-SwissWellness-Cervélo \| + 1 min 09 s \| \| \| 7.º \| Alexander Evans \| Mobius-BridgeLane \| + 1 min 54 s \| \| \| 8.º \| Sam Crome \| Bennelong-SwissWellness-Cervélo \| + 1 min 58 s \| \| \| 9.º \| Krists Neilands \| Israel Cycling Academy \| + 2 min 02 s \| \| \| 10.º \| Freddy Ovett \| Australian Cycling Academy-Ride Sunshine Coast \| + 2 min 04 s \| \| |                  |                                                |                  |
| |                  |                                                |                  |
| Fuente: ProCyclingStats |                  |                                                |                  |
| Clasificación general |                  |                                                |                  |
| Ciclista | Ciclista         | Equipo                                         | Tiempo           |
| 1.º | Esteban Chaves   | Mitchelton-Scott                               | 14 h 56 min 35 s |
| 2.º | Cameron Meyer    | Mitchelton-Scott                               | + 32 s           |
| 3.º | Damien Howson    | Mitchelton-Scott                               | + 39 s           |
| 4.º | Ruben Guerreiro  | Trek-Segafredo                                 | + 45 s           |
| 5.º | Dylan Sunderland | Bennelong-SwissWellness-Cervélo                | + 1 min 06 s     |
| 6.º | Chris Harper     | Bennelong-SwissWellness-Cervélo                | + 1 min 09 s     |
| 7.º | Alexander Evans  | Mobius-BridgeLane                              | + 1 min 54 s     |
| 8.º | Sam Crome        | Bennelong-SwissWellness-Cervélo                | + 1 min 58 s     |
| 9.º | Krists Neilands  | Israel Cycling Academy                         | + 2 min 02 s     |
| 10.º | Freddy Ovett     | Australian Cycling Academy-Ride Sunshine Coast | + 2 min 04 s     |

### 4.ª etapa
| Kinglake - Kinglake | etapa escarpada | (152,1 km) |

| \| Clasificación de la etapa \| Clasificación de la etapa \| Clasificación de la etapa \| Clasificación de la etapa \| Clasificación de la etapa \| \| Ciclista \| Ciclista \| Equipo \| Tiempo \| \| \| ------------------------- \| ------------------------- \| ---------------------------------------------- \| ------------------------- \| ------------------------- \| \| 1.º \| Sam Crome \| Bennelong-SwissWellness-Cervélo \| 3 h 37 min 34 s \| \| \| 2.º \| Cameron Meyer \| Mitchelton-Scott \| + 0 s \| \| \| 3.º \| Ruben Guerreiro \| Trek-Segafredo \| + 0 s \| \| \| 4.º \| Thomas Stewart \| JLT Condor \| + 0 s \| \| \| 5.º \| August Jensen \| Israel Cycling Academy \| + 0 s \| \| \| 6.º \| Lawrence Warbasse \| Aqua Blue Sport \| + 0 s \| \| \| 7.º \| Oliver Martin \| Brisbane Continental Cycling Team \| + 0 s \| \| \| 8.º \| Freddy Ovett \| Australian Cycling Academy-Ride Sunshine Coast \| + 0 s \| \| \| 9.º \| Casper Pedersen \| Aqua Blue Sport \| + 0 s \| \| \| 10.º \| Krists Neilands \| Israel Cycling Academy \| + 0 s \| \| |                   |                                                |                 |
| |                   |                                                |                 |
| Fuente: ProCyclingStats |                   |                                                |                 |
| Clasificación de la etapa |                   |                                                |                 |
| Ciclista | Ciclista          | Equipo                                         | Tiempo          |
| 1.º | Sam Crome         | Bennelong-SwissWellness-Cervélo                | 3 h 37 min 34 s |
| 2.º | Cameron Meyer     | Mitchelton-Scott                               | + 0 s           |
| 3.º | Ruben Guerreiro   | Trek-Segafredo                                 | + 0 s           |
| 4.º | Thomas Stewart    | JLT Condor                                     | + 0 s           |
| 5.º | August Jensen     | Israel Cycling Academy                         | + 0 s           |
| 6.º | Lawrence Warbasse | Aqua Blue Sport                                | + 0 s           |
| 7.º | Oliver Martin     | Brisbane Continental Cycling Team              | + 0 s           |
| 8.º | Freddy Ovett      | Australian Cycling Academy-Ride Sunshine Coast | + 0 s           |
| 9.º | Casper Pedersen   | Aqua Blue Sport                                | + 0 s           |
| 10.º | Krists Neilands   | Israel Cycling Academy                         | + 0 s           |

## Clasificaciones finales
- Las clasificaciones finalizaron de la siguiente forma:[4]

### Clasificación general
| \| Clasificación general \| Clasificación general \| Clasificación general \| Clasificación general \| Clasificación general \| \| Ciclista \| Ciclista \| Equipo \| Tiempo \| \| \| --------------------- \| --------------------- \| ---------------------------------------------- \| --------------------- \| --------------------- \| \| 1.º \| Esteban Chaves \| Mitchelton-Scott \| 18 h 34 min 09 s \| \| \| 2.º \| Cameron Meyer \| Mitchelton-Scott \| + 26 s \| \| \| 3.º \| Damien Howson \| Mitchelton-Scott \| + 39 s \| \| \| 4.º \| Ruben Guerreiro \| Trek-Segafredo \| + 41 s \| \| \| 5.º \| Dylan Sunderland \| Bennelong-SwissWellness-Cervélo \| + 1 min 03 s \| \| \| 6.º \| Chris Harper \| Bennelong-SwissWellness-Cervélo \| + 1 min 09 s \| \| \| 7.º \| Sam Crome \| Bennelong-SwissWellness-Cervélo \| + 1 min 48 s \| \| \| 8.º \| Alexander Evans \| Mobius-BridgeLane \| + 1 min 54 s \| \| \| 9.º \| Krists Neilands \| Israel Cycling Academy \| + 2 min 02 s \| \| \| 10.º \| Freddy Ovett \| Australian Cycling Academy-Ride Sunshine Coast \| + 2 min 04 s \| \| |                  |                                                |                  |
| |                  |                                                |                  |
| Fuente: ProCyclingStats |                  |                                                |                  |
| Clasificación general |                  |                                                |                  |
| Ciclista | Ciclista         | Equipo                                         | Tiempo           |
| 1.º | Esteban Chaves   | Mitchelton-Scott                               | 18 h 34 min 09 s |
| 2.º | Cameron Meyer    | Mitchelton-Scott                               | + 26 s           |
| 3.º | Damien Howson    | Mitchelton-Scott                               | + 39 s           |
| 4.º | Ruben Guerreiro  | Trek-Segafredo                                 | + 41 s           |
| 5.º | Dylan Sunderland | Bennelong-SwissWellness-Cervélo                | + 1 min 03 s     |
| 6.º | Chris Harper     | Bennelong-SwissWellness-Cervélo                | + 1 min 09 s     |
| 7.º | Sam Crome        | Bennelong-SwissWellness-Cervélo                | + 1 min 48 s     |
| 8.º | Alexander Evans  | Mobius-BridgeLane                              | + 1 min 54 s     |
| 9.º | Krists Neilands  | Israel Cycling Academy                         | + 2 min 02 s     |
| 10.º | Freddy Ovett     | Australian Cycling Academy-Ride Sunshine Coast | + 2 min 04 s     |

### Clasificación de la montaña
| Clasificación de la montaña | Clasificación de la montaña | Clasificación de la montaña       | Clasificación de la montaña | Clasificación de la montaña |
| Ciclista                    | Ciclista                    | Equipo                            | Puntos                      |                             |
| --------------------------- | --------------------------- | --------------------------------- | --------------------------- | --------------------------- |
| 1.º                         | Nathan Earle                | Israel Cycling Academy            | 56 pts                      |                             |
| 2.º                         | Michael Vink                | Brisbane Continental Cycling Team | 46 pts                      |                             |
| 3.º                         | Brad Evans                  | Mobius-BridgeLane                 | 42 pts                      |                             |
| 4.º                         | Esteban Chaves              | Mitchelton-Scott                  | 24 pts                      |                             |
| 5.º                         | Etienne van Empel           | Roompot-Nederlandse Loterij       | 24 pts                      |                             |
| 6.º                         | Angus Lyons                 | Mobius-BridgeLane                 | 20 pts                      |                             |
| 7.º                         | Alexander Evans             | Mobius-BridgeLane                 | 16 pts                      |                             |
| 8.º                         | Ruben Guerreiro             | Trek-Segafredo                    | 8 pts                       |                             |
| 9.º                         | James Whelan                | Australia                         | 8 pts                       |                             |
| 10.º                        | Kane Richards               | McDonalds Down Under              | 8 pts                       |                             |

### Clasificación de los sprints (metas volantes)
| Clasificación de las metas volantes | Clasificación de las metas volantes | Clasificación de las metas volantes           | Clasificación de las metas volantes | Clasificación de las metas volantes |
| Ciclista                            | Ciclista                            | Equipo                                        | Puntos                              |                                     |
| ----------------------------------- | ----------------------------------- | --------------------------------------------- | ----------------------------------- | ----------------------------------- |
| 1.º                                 | Steele Von Hoff                     | Bennelong-SwissWellness-Cervélo               | 28 pts                              |                                     |
| 2.º                                 | Kane Richards                       | McDonalds Down Under                          | 18 pts                              |                                     |
| 3.º                                 | Mathew Ross                         | Australia                                     | 14 pts                              |                                     |
| 4.º                                 | Cameron Meyer                       | Mitchelton-Scott                              | 14 pts                              |                                     |
| 5.º                                 | Liam Magennis                       | Drapac-EF p/b Cannondale Holistic Development | 12 pts                              |                                     |
| 6.º                                 | Sam Crome                           | Bennelong-SwissWellness-Cervélo               | 10 pts                              |                                     |
| 7.º                                 | Lasse Norman Leth                   | Aqua Blue Sport                               | 10 pts                              |                                     |
| 8.º                                 | Mads Pedersen                       | Trek-Segafredo                                | 10 pts                              |                                     |
| 9.º                                 | Michael Vink                        | Brisbane Continental Cycling Team             | 8 pts                               |                                     |
| 10.º                                | Thomas Stewart                      | JLT Condor                                    | 8 pts                               |                                     |

### Clasificación de los jóvenes
| Clasificación del mejor joven | Clasificación del mejor joven | Clasificación del mejor joven                  | Clasificación del mejor joven | Clasificación del mejor joven |
| Ciclista                      | Ciclista                      | Equipo                                         | Tiempo                        |                               |
| ----------------------------- | ----------------------------- | ---------------------------------------------- | ----------------------------- | ----------------------------- |
| 1.º                           | Dylan Sunderland              | Bennelong-SwissWellness-Cervélo                | 18 h 35 min 12 s              |                               |
| 2.º                           | Alexander Evans               | Mobius-BridgeLane                              | + 51 s                        |                               |
| 3.º                           | James Whelan                  | Australia                                      | + 2 min 55 s                  |                               |
| 4.º                           | Ryan Christensen              | Oliver's Real Food Racing                      | + 5 min 00 s                  |                               |
| 5.º                           | Calan White                   | Brisbane Continental Cycling Team              | + 6 min 10 s                  |                               |
| 6.º                           | Cyrus Monk                    | EF Education First-Drapac                      | + 6 min 14 s                  |                               |
| 7.º                           | Lucas Hamilton                | Mitchelton-Scott                               | + 7 min 15 s                  |                               |
| 8.º                           | Michael Potter                | Australian Cycling Academy-Ride Sunshine Coast | + 8 min 40 s                  |                               |
| 9.º                           | Angus Lyons                   | Mobius-BridgeLane                              | + 19 min 15 s                 |                               |
| 10.º                          | Reece Tucknott                | Australia                                      | + 21 min 00 s                 |                               |

### Clasificación por equipos
| Clasificación por equipos | Clasificación por equipos             | Clasificación por equipos | Clasificación por equipos |
| Equipo                    | Equipo                                | Tiempo                    |                           |
| ------------------------- | ------------------------------------- | ------------------------- | ------------------------- |
| 1.º                       | Mitchelton-Scott                      | 55 h 43 min 27 s          |                           |
| 2.º                       | Bennelong-SwissWellness-Cervélo       | + 1 min 20 s              |                           |
| 3.º                       | Trek-Segafredo                        | + 6 min 51 s              |                           |
| 4.º                       | Australia                             | + 8 min 04 s              |                           |
| 5.º                       | Israel Cycling Academy                | + 10 min 40 s             |                           |
| 6.º                       | Brisbane Continental                  | + 15 min 48 s             |                           |
| 7.º                       | Aqua Blue Sport                       | + 22 min 05 s             |                           |
| 8.º                       | Roompot-Nederlandse Loterij           | + 26 min 51 s             |                           |
| 9.º                       | JLT Condor                            | + 27 min 52 s             |                           |
| 10.º                      | Drapac-Pat's Veg Holistic Development | + 33 min 43 s             |                           |

## Evolución de las clasificaciones
| Etapa (Vencedor)                | Clasificación general | Clasificación de los sprints | Clasificación de la montaña | Clasificación de los jóvenes | Clasificación por equipos |
| ------------------------------- | --------------------- | ---------------------------- | --------------------------- | ---------------------------- | ------------------------- |
| Prólogo (Edward Clancy)         | Edward Clancy         | No se entregó                | No se entregó               | Matthew Gibson               | JLT Condor                |
| 1.ª etapa (Lasse Norman Hansen) | Lasse Norman Hansen   | Lasse Norman Hansen          | Brad Evans                  | Mathew Ross                  | Mitchelton-Scott          |
| 2.ª etapa (Mads Pedersen)       | Lasse Norman Hansen   | Steele Von Hoff              | Nathan Earle                | Mathew Ross                  | Mitchelton-Scott          |
| 3.ª etapa (Esteban Chaves)      | Esteban Chaves        | Steele Von Hoff              | Brad Evans                  | Dylan Sunderland             | Mitchelton-Scott          |
| 4.ª etapa (Sam Crome)           | Esteban Chaves        | Steele Von Hoff              | Nathan Earle                | Dylan Sunderland             | Mitchelton-Scott          |
| Final                           | Esteban Chaves        | Steele Von Hoff              | Nathan Earle                | Dylan Sunderland             | Mitchelton-Scott          |

## UCI World Ranking
El Herald Sun Tour otorga puntos para el UCI Oceania Tour 2018 y el UCI World Ranking, este último para corredores de los equipos en las categorías UCI WorldTeam, Profesional Continental y Equipos Continentales. Las siguientes tablas muestran el baremo de puntuación y los 10 corredores que obtuvieron más puntos:
| Posición              | 1.ª | 2.ª | 3.ª | 4.ª | 5.ª | 6.ª | 7.ª | 8.ª | 9.ª | 10.ª | 11.ª | 12.ª | 13.ª-15.ª | 16.ª-25.ª |
| Clasificación general | 125 | 85  | 70  | 60  | 50  | 40  | 35  | 30  | 25  | 20   | 15   | 10   | 5         | 3         |
| Por etapa             | 14  | 5   | 3   |     |     |     |     |     |     |      |      |      |           |           |
| Líder                 | 3   |     |     |     |     |     |     |     |     |      |      |      |           |           |

| Clasificación | Clasificación       | Clasificación           | Clasificación | Clasificación | Clasificación | Clasificación |
| Posición      | Ciclista            | Equipo                  | General       | Etapa         | Líder         | Total         |
| ------------- | ------------------- | ----------------------- | ------------- | ------------- | ------------- | ------------- |
| 1.º           | Esteban Chaves      | Mitchelton-Scott        | 125           | 14            | 3             | 142           |
| 2.º           | Cameron Meyer       | Mitchelton-Scott        | 85            | 8             | -             | 93            |
| 3.º           | Damien Howson       | Mitchelton-Scott        | 70            | -             | -             | 70            |
| 4.º           | Ruben Guerreiro     | Trek-Segafredo          | 60            | 6             | -             | 66            |
| 5.º           | Dylan Sunderland    | Bennelong SwissWellness | 50            | -             | -             | 50            |
| 6.º           | Sam Crome           | Bennelong SwissWellness | 35            | 14            | -             | 49            |
| 7.º           | Chris Harper        | Bennelong SwissWellness | 40            | -             | -             | 40            |
| 8.º           | Alexander Evans     | Mobius-BridgeLane       | 35            | -             | -             | 35            |
| 9.º           | Krists Neilands     | Israel Cycling Academy  | 25            | -             | -             | 25            |
| 10.º          | Lasse Norman Hansen | Aqua Blue Sport         | -             | 17            | 6             | 23            |